# Evert Lundquist
Evert Lundquist (Göteborg, 27 febbraio 1900 – Göteborg, 19 febbraio 1979) è stato un calciatore svedese, di ruolo centrocampista.

## Carriera

### Club
Giocò sempre il campionato svedese.

### Nazionale
Con la sua Nazionale partecipò ai Giochi olimpici del 1924, nei quali conquistò la medaglia di bronzo.